# Agustín García Basso
Agustín Eugenio García Basso (ur. 26 marca 1992 w Vedii) – argentyński piłkarz występujący na pozycji środkowego obrońcy, od 2024 roku zawodnik Racing Club.
Jest wnukiem Oscara Basso, również piłkarza.